# DB Class 611
DBAG Class 611 — двосекційний дизельний поїзд із кузовом, що нахиляється, який експлуатується Deutsche Bahn для швидкісних регіональних залізничних перевезень на неелектрифікованих лініях.

## Опис

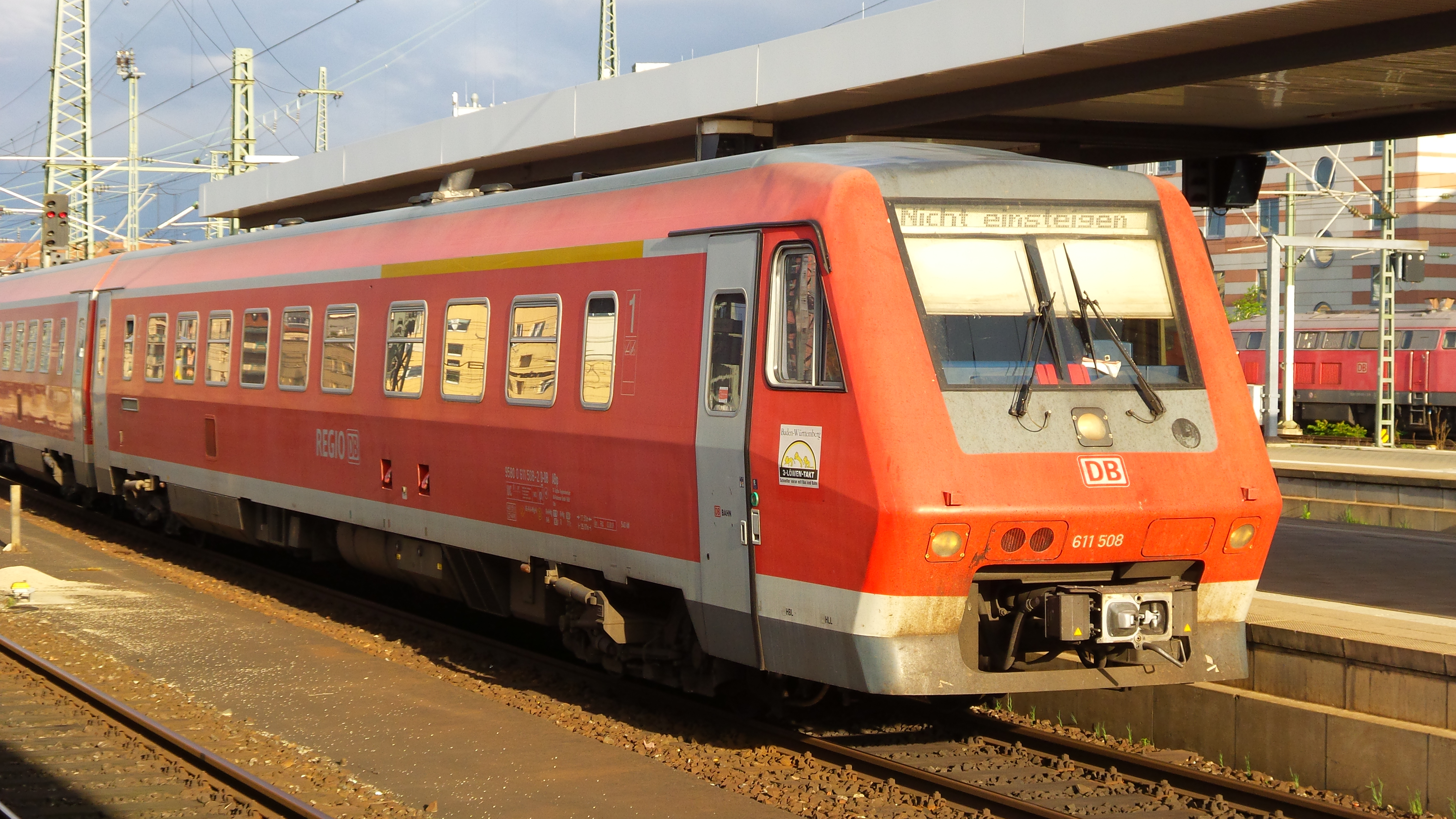
DB DMU 611 508 у Нюрнберзі

Потяги стали наступниками DB Class 610. 
На відміну від DB Class 610, нові потяги, розроблені Adtranz, не виявилися успішними. 

Однак станом на листопад 2015 року 40 одиниць все ще використовуються.
На відміну від свого попередника, потяги були оснащені не гідравлічною технологією нахилу Fiat, а електричною технологією нахилу, яка походить від німецької військової техніки. 
Технологія нахилу та тріщини в класичних, але нещодавно оптимізованих частинах шасі спричинили серйозні проблеми. 
У результаті транспортні засоби тривалий час рухалися на низьких швидкостях і не використовували технологію активного нахилу. 
Через проблеми була не реалізовувана опція із залученням 50 додаткових потягів цієї серії. 

У результаті Deutsche Bahn оголосив новий тендер, який знову виграла компанія «Adtranz» з пропозицією DBAG Class 612. 
Його було значною мірою перероблено, щоб вирішити проблеми з технологією нахилу в «DB Class 611».

### Проблеми технології кузова, що нахиляється
Потяги почали експлуатацію в 1996 році, а в березні 1997 року виникли перші проблеми з технологією нахилу. 
Федеральне управління залізниць обмежило швидкість потягів DB Class 611 до 120 км/год і вимагало відключити технологію нахилу. 
Обмеження було скасовано лише в травні 1999 року, коли вони переконалися, що проблеми вирішено. 
Систему нахилу знову відключено в серпні 2004 року, коли під час ультразвукового обстеження осей були виявлені тріщини в колісних парах наступників 611, DBAG Class 612. 
Нахил було вимкнено, а обмеження швидкості на кривих було зменшено до 2006 року, коли проблемні колісні пари були замінені. 
Однак виникли додаткові проблеми, і в жовтні 2009 року технологію нахилу було знову вимкнено. 
З 3 квітня 2011 року в Баден-Вюртемберзі знову використовуються склади поїздів класу 611 із увімкненою технологією нахилу.